# Polisportiva Comunale Almennese Atalanta Femminile 2010-2011
Questa voce raccoglie le informazioni riguardanti la Polisportiva Comunale Almennese Atalanta Femminile nelle competizioni ufficiali della stagione 2010-2011.

## Stagione
Nel campionato di Serie A2 2010-2011 il club terminò al 4º posto.
In Coppa Italia fu eliminata al terzo turno a Bergamo dal Südtirol Vintl (3-4 d.c.r.).

## Rosa

### Serie A2
| N. |                   | Ruolo | Calciatrice        |
| -- | ----------------- | ----- | ------------------ |
|    | Italia (bandiera) | P     | Clara Carminati    |
|    | Italia (bandiera) | P     | Francesca Cavagna  |
|    | Italia (bandiera) | D     | Charlene Fenaroli  |
|    | Italia (bandiera) | D     | Valentina Pedretti |
|    | Italia (bandiera) | D     | Eleonora Piacezzi  |
|    | Italia (bandiera) | D     | Chiara Poeta       |
|    | Italia (bandiera) | D     | Giorgia Spinelli   |
|    | Italia (bandiera) | D     | Ilenia Zangari     |
|    | Italia (bandiera) | C     | Chiara Agostinelli |
|    | Italia (bandiera) | C     | Chiara Barcella    |
|    | Italia (bandiera) | C     | Alessandra Caio    |
|    | Italia (bandiera) | C     | Chiara Frigerio    |
|    | Italia (bandiera) | C     | Miriam Pirovano    |

| N. |                   | Ruolo | Calciatrice        |
| -- | ----------------- | ----- | ------------------ |
|    | Italia (bandiera) | C     | Nicoletta Puja     |
|    | Italia (bandiera) | C     | Naila Ramera       |
|    | Italia (bandiera) | C     | Andrea Scarpellini |
|    | Italia (bandiera) | C     | Giulia Spini       |
|    | Italia (bandiera) | C     | Beatrice Volpi     |
|    | Italia (bandiera) | A     | Valentina Giacinti |
|    | Italia (bandiera) | A     | Manuela Mangili    |
|    | Italia (bandiera) | A     | Alessia Pandolfi   |
|    | Italia (bandiera) | A     | Roberta Picchi     |
|    | Italia (bandiera) | A     | Valeria Rossi      |
|    | Italia (bandiera) | A     | Anna Santus        |
|    | Italia (bandiera) | A     | Guya Vavassori     |

## Risultati

### Serie A2 - Girone A

#### Girone di andata
| Monza 14 novembre 2010, ore 14:30 CEST 6ª giornata                                               | Fiammamonza | 1 – 4 referto                                       | Atalanta | Stadio Gino Alfonso Sada |
| \| \| \| \| \| Velati 25’ \| Marcatori \| 3’ Giacinti 70’ Ramera 71’ Scarpellini 76’ Frigerio \| |             |                                                     |          |                          |
|                                                                                                  |             |                                                     |          |                          |
| Velati 25’                                                                                       | Marcatori   | 3’ Giacinti 70’ Ramera 71’ Scarpellini 76’ Frigerio |          |                          |

#### Girone di ritorno
| Almenno San Salvatore 3 aprile 2011, ore 15:00 CEST 17ª giornata | Atalanta  | 2 – 0 referto | Fiammamonza | Campo sportivo comunale |
| \| \| \| \| \| Giacinti 75’ Ramera 86’ \| Marcatori \| \|        |           |               |             |                         |
|                                                                  |           |               |             |                         |
| Giacinti 75’ Ramera 86’                                          | Marcatori |               |             |                         |

### Coppa Italia
| 5 settembre 2010, ore --:-- CEST Primo turno - Andata                            | Inter Milano | 2 – 2 referto              | Atalanta |  |
| \| \| \| \| \| Bianchessi 25’, 75’ \| Marcatori \| 26’ Ramera 81’ Scarpellini \| |              |                            |          |  |
|                                                                                  |              |                            |          |  |
| Bianchessi 25’, 75’                                                              | Marcatori    | 26’ Ramera 81’ Scarpellini |          |  |

| Arbitro: | Prepalli (Lodi) |

|                                          |           |           |
| Ramera 8’ Giacinti 55’, 75’ Spinelli 85’ | Marcatori | 36’ Tolda |

| Arbitro: | Capovilla (Verona) |

|  |           |                                                       |
|  | Marcatori | 10’ Scarpellini 26’ Caio 32’, 75’ Picchi 82’ Pandolfi |

| Arbitro: | Pietropaolo (Modena) |

|                          |                      |                                  |
| Frigerio 4’ Spinelli 64’ | Marcatori            | 55’ Undetregasdagher 85’ Rigatti |
|                          | Tiri di rigore 1 – 2 |                                  |

## Statistiche

### Statistiche di squadra
| Competizione | Punti | In casa | In casa | In casa | In casa | In casa | In casa | In trasferta | In trasferta | In trasferta | In trasferta | In trasferta | In trasferta | Totale | Totale | Totale | Totale | Totale | Totale | DR  |
| Competizione | Punti | G       | V       | N       | P       | Gf      | Gs      | G            | V            | N            | P            | Gf           | Gs           | G      | V      | N      | P      | Gf     | Gs     | DR  |
| ------------ | ----- | ------- | ------- | ------- | ------- | ------- | ------- | ------------ | ------------ | ------------ | ------------ | ------------ | ------------ | ------ | ------ | ------ | ------ | ------ | ------ | --- |
| Serie A2     | 38    | 11      | .       | .       | .       | .       | .       | 11           | .            | .            | .            | .            | .            | 22     | 12     | 2      | 8      | 53     | 36     | +17 |
| Coppa Italia | -     | 2       | 1       | 1       | 0       | 6       | 3       | 2            | 1            | 1            | 0            | 7            | 2            | 4      | 2      | 2      | 0      | 13     | 5      | +8  |
| Totale       | -     | 13      | .       | .       | .       | .       | .       | 13           | .            | .            | .            | .            | .            | 26     | 14     | 4      | 8      | 66     | 41     | +25 |

### Statistiche delle giocatrici
| Giocatore      | Serie A2 | Serie A2 | Serie A2    | Serie A2   | Coppa Italia | Coppa Italia | Coppa Italia | Coppa Italia | Totale   | Totale | Totale      | Totale     |
| Giocatore      | Presenze | Reti     | Ammonizioni | Espulsioni | Presenze     | Reti         | Ammonizioni  | Espulsioni   | Presenze | Reti   | Ammonizioni | Espulsioni |
| -------------- | -------- | -------- | ----------- | ---------- | ------------ | ------------ | ------------ | ------------ | -------- | ------ | ----------- | ---------- |
| C. Agostinelli | 2        | 0        | 0           | 0          | ?            | ?            | ?            | ?            | 2+       | 0+     | 0+          | 0+         |
| C. Barcella    | 20       | 0        | 1           | 0          | 3            | 0            | .            | .            | 23       | 0      | 1           | 0          |
| A. Caio        | 20       | 3        | 3           | 0          | 3            | 1            | .            | .            | 23       | 4      | 3           | 0          |
| C. Carminati   | 8        | 0        | 0           | 0          | 0            | 0            | 0            | 0            | 8        | 0      | 0           | 0          |
| F. Cavagna     | 15       | 0        | 0           | 0          | 4            | -5           | .            | .            | 19       | -5     | 0           | 0          |
| F. Fenaroli    | 6        | 0        | 2           | 0          | 4            | 0            | .            | .            | 10       | 0      | 2           | 0          |
| C. Frigerio    | 13       | 2        | 1           | 0          | 3            | 1            | .            | .            | 16       | 3      | 1           | 0          |
| V. Giacinti    | 21       | 15       | 1           | 0          | 3            | 2            | .            | .            | 24       | 17     | 1           | 0          |
| M. Mangili     | 6        | 1        | 0           | 0          | 2            | 0            | .            | .            | 8        | 1      | 0           | 0          |
| A. Pandolfi    | 15       | 1        | 0           | 0          | 4            | 1            | .            | .            | 19       | 2      | 0           | 0          |
| V. Pedretti    | 17       | 0        | 2           | 1          | 2            | 0            | .            | .            | 19       | 0      | 2           | 1          |
| E. Piacezzi    | 16       | 0        | 2           | 1          | 3            | 0            | .            | .            | 19       | 0      | 2           | 1          |
| R. Picchi      | 15       | 3        | 0           | 0          | 3            | 2            | .            | .            | 18       | 5      | 0           | 0          |
| M. Pirovano    | 6        | 0        | 0           | 0          | ?            | ?            | ?            | ?            | 6+       | 0+     | 0+          | 0+         |
| C. Poeta       | 12       | 0        | 1           | 0          | 3            | 0            | .            | .            | 15       | 0      | 1           | 0          |
| N. Puja        | 9        | 0        | 0           | 0          | 3            | 0            | .            | .            | 12       | 0      | 0           | 0          |
| N. Ramera      | 21       | 13       | 0           | 0          | 4            | 2            | .            | .            | 25       | 15     | 0           | 0          |
| V. Rossi       | 1        | 0        | 0           | 0          | ?            | ?            | ?            | ?            | 1+       | 0+     | 0+          | 0+         |
| A. Santus      | 1        | 0        | 0           | 0          | ?            | ?            | ?            | ?            | 1+       | 0+     | 0+          | 0+         |
| A. Scarpellini | 19       | 7        | 0           | 0          | 4            | 2            | .            | .            | 23       | 9      | 0           | 0          |
| G. Spinelli    | 21       | 3        | 0           | 0          | 4            | 2            | .            | .            | 25       | 5      | 0           | 0          |
| G. Spini       | 18       | 1        | 2           | 0          | 3            | 0            | .            | .            | 21       | 1      | 2           | 0          |
| G. Vavassori   | 1        | 0        | 0           | 0          | ?            | ?            | ?            | ?            | 1+       | 0+     | 0+          | 0+         |
| B. Volpi       | 2        | 0        | 0           | 0          | ?            | ?            | ?            | ?            | 2+       | 0+     | 0+          | 0+         |
| I. Zangari     | 1        | 0        | 0           | 0          | ?            | ?            | ?            | ?            | 1+       | 0+     | 0+          | 0+         |